# Exupérance de Ravenne
Exupérance de Ravenne (né à Ravenne, mort le 29 mai 477) est un évêque de Ravenne, vénéré comme saint de l'Église catholique.

## Biographie
La source biographique principale sur Exupérance est le Liber pontificalis ecclesiae ravennatis d'Agnello Ravennate, écrit dans la première moitié du IXe siècle. Selon Lamb, Exupérance était le dix-neuvième évêque de Ravenne, successeur de Néone, attesté en 458, et prédécesseur de Jean Ier, l'Angelopte, consacré en juillet 477. Exupérance est donc évêque de Ravenne entre ces deux dates, dans la période qui coïncide avec la conquête de la ville par Odoacre et la chute subséquente de l'Empire romain d'Occident (476),.
Agnello est conscient de ne pas en savoir beaucoup sur cet évêque et s'excuse presque auprès du lecteur pour la petitesse de son histoire. À l'époque d'Exupérance, le sous-diacre Gemello, recteur du patrimoine de l'église de Ravenne en Sicile, construit la basilique de Sainte-Agnès (détruite en 1938), que l'évêque décore avec de l'or, de l'argent et des voiles sacrés (paleis sacris) ; Exupérance fait fabriquer une civitatem argenteam, c'est-à-dire une représentation en argent de la ville de Ravenne, ou, en supposant que le texte d'Agnello est corrompu, un crucem argenteam, une croix en argent, en l'honneur de sainte Agnès.
Exupérance est identifié à l'évêque anonyme mentionné dans la lettre écrite par le pape Simplice en 482 à Giovanni Angelopte ; dans cette lettre, le pape rappelle comment le prédécesseur de Jean, c'est-à-dire Exupérance, à une heure non précisée, a procédé par la force pour ordonner une personne contre sa volonté,. Selon Lanzoni, "de tels ordinations forcés n'étaient pas rares à l'époque".
Selon Agnello, Exupérance est décédé le 29 mai ( IIII kalendas iunii ), probablement en 477, puisque son successeur, Giovanni Angelopte, est consacré en juillet de la même année ; et est enterré dans la basilique Saint-Agnès, sous une dalle de porphyre près de l'autel,. En 1809, ses reliques sont transférées à la cathédrale de Ravenne,.
Des interprétations erronées et la chronologie pas toujours claire du Liber d'Agnello ont conduit à l'attribution de documents contemporains à Exupérance de Ravenna où d'autres personnages homonymes sont mentionnés. Ainsi, dans Les saintes mémoires de l'ancienne Ravenne, Girolamo Fabbri raconte qu'Exupérance était un soldat romain ibérique qui, à la suggestion de saint Jérôme, s'est donné à la vie ascétique ; il devient évêque d'Osma et est transféré à Ravenne en 385, où il meurt en 418. Cette chronologie est également adoptée par Ughelli, qui place l'épiscopat d'Exupérance de 398 à 418. À la fin du XVIIIe siècle, Giuseppe Luigi Amadesi publie sa propre chronologie des évêques de Ravenne, plaçant le gouvernement d'Exupérance de 425 à 430 ; la même chronologie est faite par Cappelletti et Gams : "Cette tentative d'anticiper l'épiscopat d'Exupérance de plus de soixante-dix ans est absolument infondée.",

## Culte
À l'époque d'Agnello, Exupérance était déjà vénéré comme un saint, comme en témoigne une dalle lapidaire attribuée au IXe siècle qui porte cette épitaphe : "Ici repose en paix le corps de saint Exupérance pontife et confesseur et archevêque de la sainte Église de Ravenne".
La date du 29 mai rapportée par Lamb a été corrigée par les calendriers postérieurs de Ravenne en faveur du 30 mai (III Kalendas iunii), comme le montrent, par exemple, les éphémérides sacrées et les recherches historiques de l'ancienne Ravenne de Girolamo Fabbri La même date du 30 mai apparaît dans le martyrologe romain jusqu'à la réforme liturgique du concile Vatican II, qui ramène à nouveau la fête de saint Exupérance au 29 mai.